# Obendorf Gusztáv (festő)
Obendorf Gusztáv Adolf (Pest, 1865. március 13. – Kecskemét, 1949. január 12.) festő, rajztanár, középiskolai igazgató.

## Pályafutása
Művészi hajlamai korán megmutatkoztak. A sikeres szárnypróbálgatások után, amelyekben édesatyja támogatta, örökre a művészettel való foglalkozásra szánta magát. A budapesti mintarajziskolában tanult, később mint rajztanár működött. Középiskolai tanulmányai közben aratta első sikereit. Tizenöt éves korában megfestette igazgatójának arcképét, amely ugyan korai, de mégis komoly ígérete volt későbbi sikerekben dús művészi pályának. Az arcképfestés mindig vonzotta és művészetének éppen ez a legerősebb ága. A képzőművészeti főiskolán Székely Bertalannak volt a tanítványa. Későbbi kompozíciói, de különösen arcképei a sajátos kvalitásokon kívül mestere tanításának igen sok jeles eredményét tüntetik fel. A Kürthy, Dugonics, Kossuth Lajos, Wiedermann, Pirchala, Bicsovszky portrék mind kiváló alkotások. Ezekkel alapította meg hírnevét. Utánuk számos nagyobb megrendelést kapott. A Hungária-szálló nagytermében egy hatalmas méretű (18 x 9 méter) mennyezetképet festett temperával. A lótosi katolikus templom mennyezetképei (8 darab) szintén nagyméretű és kvalitásos temperaképek. Zsolnán festett nagy faliképei közül a Hermann és Dorothea-ból, a Toldi 11. énekéből vett tárgyú, továbbá Mátyás király és Ilonka című művei a komponáló erő kivételes mértékét mutatják. Ezen erőnek újabb fejlődését és nagyobb lendületét láthatjuk a Játszó gyermekek, A megfagyott gyermek, A vigadó Toldi Miklós, A szamaritánus, Kinizsy s főleg Buda bevétele című művein. Említett képeinek jórésze, de ezenkívül egész kis gyűjteménye, 80 darab olajfestménye, továbbá a felvidéki várromokról festett képei (40 darab) mind a csehek kezébe kerültek. 1922-ben szerepelt műveivel először a Nemzeti Szalon kiállításán.
A sors nemcsak mint művészt, hanem mint embert sem kímélte. A harctéren elvesztette két fiát. A Felvidék megszállása idején menekülnie kellett Zsolnáról. Átélte a kommunizmus borzalmait és végül mindezeken túl megértő, szerető feleségét is elvesztette. Feledést a munkában keresett, lelkesedéssel tanított és művei száma újból gyarapodott. Bélyegpályázaton díjat nyert, festett több Madonna-képet, portrét. 1927-ben nyugalomba vonult.

## Családja
Szülei Obendorf Gusztáv és Szeiffert Hermina. Felesége Lakner Antónia. Fia Obendorf Gusztáv postamérnök.